# Alexandromenia crassa
Alexandromenia crassa is een Solenogastressoort uit de familie van de Amphimeniidae. De wetenschappelijke naam van de soort is voor het eerst geldig gepubliceerd in 1921 door Odhner.